# اوکراینی‌سازی
اوکراینی‌سازی یا اوکرائینی‌سازی، به سیاست رواج‌دادن زبان و فرهنگ اوکراینی در حوزه‌های گونه‌گون زندگی مردمان از جمله آموزش و پرورش، حکومت، دین و نشریات گفته می‌شود. همچنین به پذیرش زبان و فرهنگ اوکراینی از سوی غیراوکراینی‌ها نیز اوکراینی‌سازی گفته می‌شود.
اوکراینی‌سازی چند بار در سدهٔ بیستم و با اهداف گوناگون پی‌گرفته شد. پس از استقلال اوکراین سیاست اوکراینی‌سازی در راستای کنار زدن زبان و فرهنگ روسی در همهٔ زمینه‌ها پی گرفته شد.